# 简·格雷的处刑
《简·格雷的处刑》（法語：Le Supplice de Jane Grey；又译《简·格雷小姐的处死》、《处决简·格雷夫人》等）是法国画家保罗·德拉罗什的一幅油画，创作于1833年，现藏于伦敦国家美术馆。这幅画在19世纪非常受欢迎，但在20世纪，现实主义历史画失去了评论家的青睐，数十年束之高阁。1975年修复后再次展出，立即再次成为非常受欢迎的作品，尤其是对年轻游客。
这幅画在某些方面错误地描绘了简·格雷的死。她于1553年7月10日被宣布为英格兰女王，但九天后被废黜，并于1554年被处决。由于简的统治时间短，她有时被称为“九天女王”。

### 延伸阅读
- Painting History: Delaroche and Lady Jane Grey, 2010, National Gallery Publications
- Potterton, Homan. The National Gallery. Thames and Hudson, 1977. p. 155.